# British Home Championship 1936/37
De British Home Championship van 1936/37 was de 49e editie van de British Home Championship. Het toernooi werd gehouden van 17 oktober 1936 tot en met 17 april 1937. Wales werd kampioen.

## Eindstand
| Team          | Gsp | W | G | V | DV | DT | DS | Ptn |
| ------------- | --- | - | - | - | -- | -- | -- | --- |
| Wales         | 3   | 3 | 0 | 0 | 8  | 3  | +5 | 6   |
| Schotland     | 3   | 2 | 0 | 1 | 7  | 4  | +3 | 4   |
| Engeland      | 3   | 1 | 0 | 2 | 5  | 6  | –1 | 2   |
| Noord-Ierland | 3   | 0 | 0 | 3 | 3  | 10 | –7 | 0   |

## Wedstrijden
|                                                    |                                   |       |                  |                                                                                 |
| 17 oktober 1936 «onderlinge duels» 15:30 uur (UTC) | Wales                             | 2 – 1 | Engeland         | Ninian Park, Cardiff Toeschouwers: 44.729 Scheidsrechter: William McClean (NIR) |
| 17 oktober 1936 «onderlinge duels» 15:30 uur (UTC) | Seymour Morris 64' Pat Glover 66' |       | 44' Cliff Bastin | Ninian Park, Cardiff Toeschouwers: 44.729 Scheidsrechter: William McClean (NIR) |

|                                                    |                      |       |                                                       |                                                                                 |
| 31 oktober 1936 «onderlinge duels» 15:00 uur (UTC) | Noord-Ierland        | 1 – 3 | Schotland                                             | Windsor Park, Belfast Toeschouwers: 45.000 Scheidsrechter: Tommy Thompson (ENG) |
| 31 oktober 1936 «onderlinge duels» 15:00 uur (UTC) | Norman Kernaghan 26' |       | 28' Charlie Napier 46' Alex Munro 62' David McCulloch | Windsor Park, Belfast Toeschouwers: 45.000 Scheidsrechter: Tommy Thompson (ENG) |

|                                                     |                                                    |       |               |                                                                                        |
| 18 november 1936 «onderlinge duels» 14:30 uur (UTC) | Engeland                                           | 3 – 1 | Noord-Ierland | Victoria Ground, Stoke-on-Trent Toeschouwers: 47.886 Scheidsrechter: Willie Webb (SCO) |
| 18 november 1936 «onderlinge duels» 14:30 uur (UTC) | Raich Carter 30' Cliff Bastin 67' Fred Worrall 75' |       | 43' Tom Davis | Victoria Ground, Stoke-on-Trent Toeschouwers: 47.886 Scheidsrechter: Willie Webb (SCO) |

|                                                    |                  |       |                     |                                                                            |
| 2 december 1937 «onderlinge duels» 14:15 uur (UTC) | Schotland        | 1 – 2 | Wales               | Dens Park, Dundee Toeschouwers: 23.858 Scheidsrechter: Arthur Barton (ENG) |
| 2 december 1937 «onderlinge duels» 14:15 uur (UTC) | Tommy Walker 57' |       | 23', 80' Pat Glover | Dens Park, Dundee Toeschouwers: 23.858 Scheidsrechter: Arthur Barton (ENG) |

|                                                  |                                                    |       |                    |                                                                                    |
| 17 maart 1937 «onderlinge duels» 16:30 uur (UTC) | Wales                                              | 4 – 1 | Noord-Ierland      | Racecourse Ground, Wrexham Toeschouwers: 19.000 Scheidsrechter: Jimmy Jewell (ENG) |
| 17 maart 1937 «onderlinge duels» 16:30 uur (UTC) | Bryn Jones 25' Pat Glover 33', 51' Fred Warren 65' |       | 62' Alex Stevenson | Racecourse Ground, Wrexham Toeschouwers: 19.000 Scheidsrechter: Jimmy Jewell (ENG) |

|                                                  |                                          |       |                    |                                                                                   |
| 17 april 1937 «onderlinge duels» 15:00 uur (UTC) | Schotland                                | 3 – 1 | Engeland           | Hampden Park, Glasgow Toeschouwers: 149.407 Scheidsrechter: William McClean (NIR) |
| 17 april 1937 «onderlinge duels» 15:00 uur (UTC) | Frank O'Donnell 47' Bob McPhail 80', 88' |       | 40' Freddie Steele | Hampden Park, Glasgow Toeschouwers: 149.407 Scheidsrechter: William McClean (NIR) |